# グランプリボス
グランプリボス（欧字名:Grand Prix Boss、2008年3月28日 - ）は、日本の競走馬、種牡馬。主な勝ち鞍に2010年の朝日杯フューチュリティステークス、2011年のNHKマイルカップ。

## 経歴

### デビュー前
2008年、「ロージーミストの2008」の名でセレクトセールに出され、株式会社グランプリが2700万円（消費税別）で落札、購買。ノーザンファーム空港牧場で育成調教される。

### 2歳
2010年8月14日、札幌競馬場の2歳新馬戦で岩田康誠を鞍上に迎えてデビュー、6番人気の評価であったものの新馬戦で勝利した。ちなみにこのレースで5着に入ったメーヴェはその後菊花賞などGI3勝のタイトルホルダーの母となった。その後、10月16日のデイリー杯2歳ステークスでは鞍上に四位洋文を迎え3番人気になるものの後の阪神ジュベナイルフィリーズ勝ち馬のレーヴディソールに1秒3差の7着に敗れた。3戦目には11月13日の京王杯2歳ステークスでは鞍上にミルコ・デムーロを迎えた。7番人気にまで人気を落とすものの、リアルインパクトに4分の3馬身をつけ勝利した。2歳の頂点を決める12月19日の朝日杯フューチュリティステークスでは再び鞍上にデムーロを配し、単勝5番人気で出走。道中は中団の馬群でレースを進め、直線では外に持ち出すとそのまま伸びて内の馬をかわして1着入線。直線での斜行が審議対象とされたが、そのまま順位確定となり勝利を収めた。矢作調教師はGI初勝利となった。この勝利により、この年度のJRA賞最優秀2歳牡馬に選出されている。

### 3歳
2011年3月26日のスプリングステークスに出走、4番手で追走し4コーナーで先頭に立って直線に向かったが、伸びず4着に終わった。レース後、陣営は距離適性を考慮して皐月賞を回避し、NHKマイルカップを最大目標に定め、4月9日のニュージーランドトロフィーに出走した。4〜5番手追走から脚を伸ばしたがエイシンオスマンの3着だった。5月8日のNHKマイルカップは鞍上がクレイグ・ウィリアムズに乗り替わり、1番人気で出走。中団前目7番手で折り合ってレースを進め、直線では馬群の外に持ち出してから伸びると、残り100m付近で一気に抜け出して勝利。GI2勝目を挙げた。JRA賞最優秀2歳牡馬がNHKマイルカップを制したのは同馬が初めて。NHKマイルカップ後はイギリスに遠征し、6月14日にアスコット競馬場で行われるセントジェームズパレスステークスに出走した。レースでは道中2〜3番手に付けるも、直線で後退し8着に終わった。
秋緒戦となったスワンステークスでは中団で待機するも直線で伸びを欠き8着。本番のマイルチャンピオンシップは最後方でレースを進めたが13着と大敗した。阪神カップでは中団追走から直線で抜け出し、サンカルロとの競り合いになったがハナ差の2着に敗れた。

### 4歳
2012年緒戦は初のダート戦となったフェブラリーステークス。先団追走も失速して12着に終わった。4月22日のマイラーズカップでは中団で待機するも直線で伸びを欠き13着と大敗した。5月12日の京王杯スプリングカップでは後方から脚を伸ばすも7着。6月3日の安田記念は中団でレースを進め直線で馬場の真ん中から追い込んできたがストロングリターンのクビ差の2着に敗れた。
秋は毎日王冠から始動し、2番手追走から粘り込みを図るも6着。次走のスワンステークスは2着に1馬身1/4馬身差で重賞4勝目を飾った。マイルチャンピオンシップでは不利を受けたこともあってサダムパテックにクビ差及ばす2着。香港マイルでは最下位の12着に敗れた。

### 5歳
2013年はマイラーズカップから始動。好位から差し切り、重賞5勝目を挙げた。続く安田記念ではロードカナロアに次ぐ2番人気に推され、レースでは中団追走も直線で伸びを欠き10着と惨敗する。秋に入り、スプリンターズステークスとスワンステークスは共に7着、クリストフ・ルメールとのコンビで挑んだマイルチャンピオンシップではトーセンラーの9着に終わり、5歳シーズンを終える。

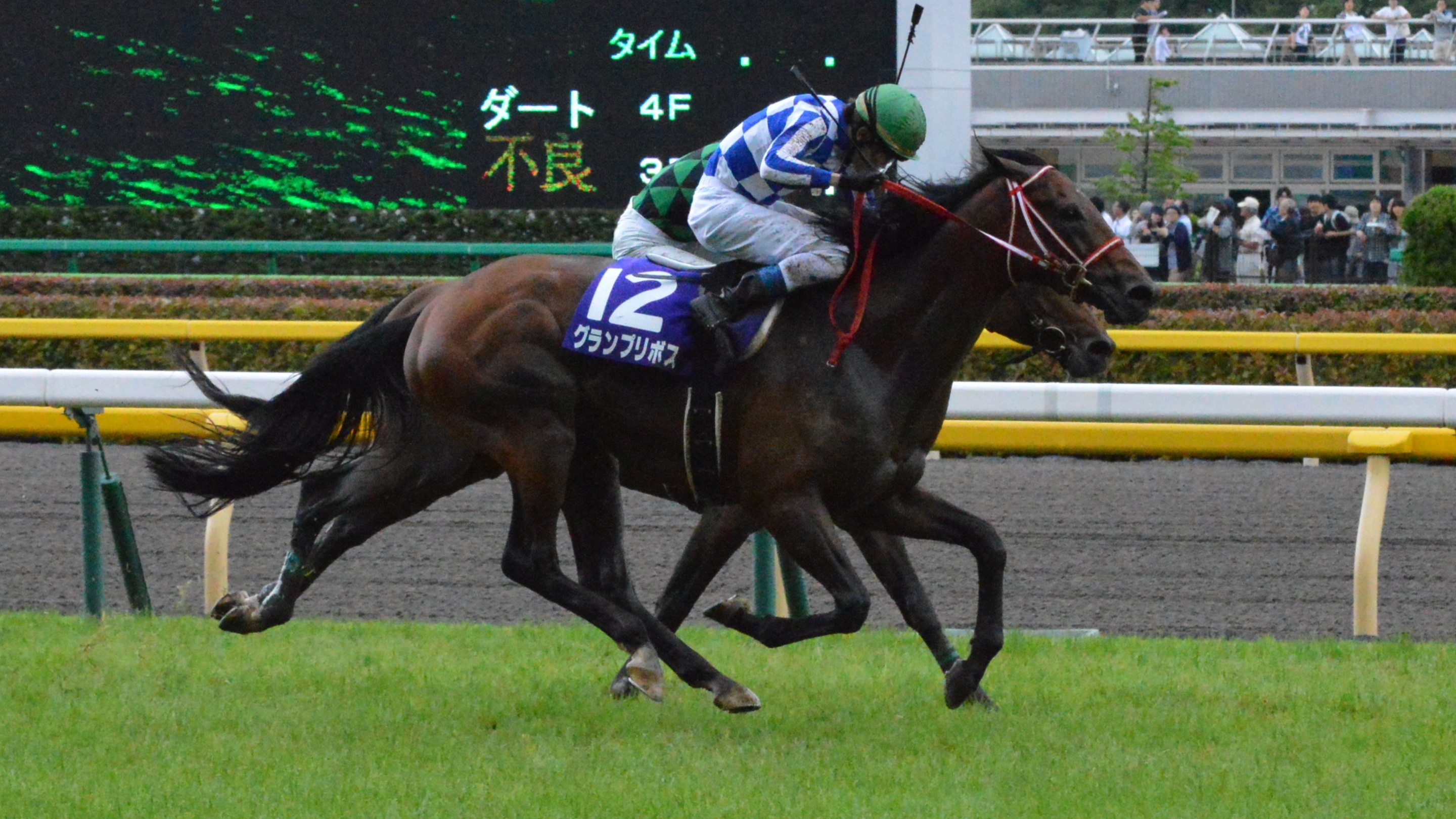
2014年安田記念

### 6歳
6歳となった2014年は6月8日に行われた第64回安田記念で始動し、単勝16番人気ながらジャスタウェイと接戦を演じて2着となる。休養を挟んで10月5日に新潟競馬場で行われたスプリンターズステークスでは好位から脚を伸ばすも4着。11月23日のマイルチャンピオンシップでは中団後方から懸命に追い上げてきたが6着に終わるも、12月14日に行われた香港マイル（G1）に出走し3着と好走したのを最後に引退。2014年12月28日付けで競走馬登録を抹消、北海道新ひだか町のアロースタッドで種牡馬になる
。

## 競走成績
| 競走日     | 競馬場     | 競走名                  | 格  | 距離（馬場）    | 頭数 | オッズ （人気） | 着順 | タイム （上り3F） | 着差  | 騎手             | 斤量 [kg] | 1着馬 / （2着馬）    |
| ---------- | ---------- | ----------------------- | --- | --------------- | ---- | --------------- | ---- | ----------------- | ----- | ---------------- | --------- | -------------------- |
| 2010.08.14 | 札幌       | 2歳新馬                 |     | 芝1500m（良）   | 12   | 011.30（6人）   | 01着 | 1:29.5 (35.1)     | -0.1  | 岩田康誠         | 54        | （オールアズワン）   |
| 0000.10.16 | 京都       | デイリー杯2歳S          | GII | 芝1600m（良）   | 12   | 006.40（3人）   | 07着 | 1:34.9 (35.7)     | -1.3  | 四位洋文         | 55        | レーヴディソール     |
| 0000.11.13 | 東京       | 京王杯2歳S              | GII | 芝1400m（良）   | 15   | 012.30（7人）   | 01着 | 1:21.8 (33.7)     | -0.1  | M.デムーロ       | 55        | （リアルインパクト） |
| 0000.12.19 | 中山       | 朝日杯FS                | GI  | 芝1600m（良）   | 16   | 014.60（5人）   | 01着 | 1:33.9 (34.5)     | -0.1  | M.デムーロ       | 55        | （リアルインパクト） |
| 2011.03.26 | 阪神       | スプリングS             | GII | 芝1800m（良）   | 18   | 006.10（5人）   | 04着 | 1:46.6 (35.0)     | -0.2  | 岩田康誠         | 56        | オルフェーヴル       |
| 0000.04.09 | 阪神       | ニュージーランドT       | GII | 芝1600m（良）   | 18   | 002.30（1人）   | 03着 | 1:34.7 (33.8)     | -0.2  | 藤岡佑介         | 56        | エイシンオスマン     |
| 0000.05.08 | 東京       | NHKマイルC              | GI  | 芝1600m（良）   | 18   | 004.60（1人）   | 01着 | 1:32.2 (34.0)     | -0.2  | C.ウィリアムズ   | 57        | （コティリオン）     |
| 0000.06.14 | アスコット | セントジェームズパレスS | G1  | 芝約1609m（良） | 09   | -               | 08着 | -                 | -     | M.デムーロ       | 57        | Frankel              |
| 0000.10.29 | 京都       | スワンS                 | GII | 芝1400m（良）   | 18   | 006.60（2人）   | 08着 | 1:20.4 (34.0)     | -1.0  | I.メンディザバル | 57        | リディル             |
| 0000.11.20 | 京都       | マイルCS                | GI  | 芝1600m（良）   | 18   | 014.00（6人）   | 13着 | 1:34.9 (35.0)     | -1.0  | M.デムーロ       | 56        | エイシンアポロン     |
| 0000.12.17 | 阪神       | 阪神C                   | GII | 芝1400m（良）   | 18   | 010.40（5人）   | 02着 | 1:20.5 (33.8)     | -0.0  | M.デムーロ       | 56        | サンカルロ           |
| 2012.02.19 | 東京       | フェブラリーS           | GI  | ダ1600m（良）   | 16   | 021.10（6人）   | 12着 | 1:37.1 (38.1)     | -1.7  | 内田博幸         | 57        | テスタマッタ         |
| 0000.04.22 | 京都       | マイラーズC             | GII | 芝1600m（稍）   | 18   | 025.3（11人）   | 13着 | 1:34.3 (35.9)     | -1.1  | 内田博幸         | 58        | シルポート           |
| 0000.05.12 | 東京       | 京王杯SC                | GII | 芝1400m（良）   | 15   | 008.90（5人）   | 07着 | 1:20.6 (33.2)     | -0.5  | 内田博幸         | 57        | サダムパテック       |
| 0000.06.03 | 東京       | 安田記念                | GI  | 芝1600m（良）   | 18   | 025.3（13人）   | 02着 | 1:31.3 (33.9)     | -0.0  | 内田博幸         | 58        | ストロングリターン   |
| 0000.10.07 | 東京       | 毎日王冠                | GII | 芝1800m（良）   | 16   | 084.9（14人）   | 06着 | 1:45.5 (35.6)     | -0.5  | 松岡正海         | 57        | カレンブラックヒル   |
| 0000.10.27 | 京都       | スワンS                 | GII | 芝1400m（良）   | 16   | 007.50（3人）   | 01着 | 1:20.5 (33.2)     | -0.2  | 内田博幸         | 57        | （テイエムオオタカ） |
| 0000.11.18 | 京都       | マイルCS                | GI  | 芝1600m（良）   | 18   | 004.00（1人）   | 02着 | 1:32.9 (34.0)     | -0.0  | 内田博幸         | 57        | サダムパテック       |
| 0000.12.09 | 沙田       | 香港マイル              | G1  | 芝1600m（良）   | 12   | 011.00（7人）   | 12着 | 1:35.3(-)         | -1.25 | 内田博幸         | 57        | Ambitious Dragon     |
| 2013.04.21 | 京都       | マイラーズC             | GII | 芝1600m（良）   | 18   | 009.30（5人）   | 01着 | 1:32.6 (34.8)     | -0.1  | 浜中俊           | 57        | （サンレイレーザー） |
| 0000.06.02 | 東京       | 安田記念                | GI  | 芝1600m（良）   | 18   | 004.80（2人）   | 10着 | 1:32.2 (34.0)     | -0.7  | 内田博幸         | 58        | ロードカナロア       |
| 0000.09.29 | 中山       | スプリンターズS         | GI  | 芝1200m（良）   | 16   | 011.60（3人）   | 07着 | 1:07.5 (33.8)     | -0.3  | 内田博幸         | 57        | ロードカナロア       |
| 0000.10.26 | 京都       | スワンS                 | GII | 芝1400m（良）   | 13   | 007.50（3人）   | 07着 | 1:21.4 (34.0)     | -0.6  | 内田博幸         | 57        | コパノリチャード     |
| 0000.11.17 | 京都       | マイルCS                | GI  | 芝1600m（良）   | 18   | 015.00（7人）   | 09着 | 1:33.1 (34.3)     | -0.7  | C.ルメール       | 57        | トーセンラー         |
| 2014.06.08 | 東京       | 安田記念                | GI  | 芝1600m（不）   | 17   | 148.4（16人）   | 02着 | 1:36.8 (37.2)     | -0.0  | 三浦皇成         | 58        | ジャスタウェイ       |
| 0000.10.05 | 新潟       | スプリンターズS         | GI  | 芝1200m（良）   | 18   | 010.60（4人）   | 04着 | 1:08.9 (34.6)     | -0.1  | 三浦皇成         | 57        | スノードラゴン       |
| 0000.11.23 | 京都       | マイルCS                | GI  | 芝1600m（良）   | 17   | 017.30（7人）   | 06着 | 1:31.9 (34.3)     | -0.4  | 三浦皇成         | 57        | ダノンシャーク       |
| 0000.12.14 | 沙田       | 香港マイル              | G1  | 芝1600m（良）   | 10   | 071.00（8人）   | 03着 | 1:34.2(-)         | -0.72 | 岩田康誠         | 57        | Ablefriend           |

- セントジェームズパレスステークスでの距離（8ハロン）はメートル (m)、負担重量（126ポンド）はキログラム (kg)にそれぞれ単位換算

## 種牡馬時代
2015年から北海道新ひだか町のアロースタッドで供用された。初年度は123頭の繁殖牝馬と交配され、75頭の産駒が血統登録された。
2018年に産駒がデビュー。朝日杯FS、NHKマイルカップ勝ち馬ということでスピードと早熟性を期待されたが、かなりの数の産駒がデビューしたにもかかわらず2歳戦ではまるで勝てず、地方で7勝、JRAは0勝に終わり、初年度2歳戦のJRA未勝利記録はこれまでの記録を大幅に上回る94敗に達した。産駒の初勝利は、地方が7月20日のナインシュヴァハ、JRAでは2019年にずれ込み、1月20日のアスカノダイチであった。
2019年6月4日、ロンギングルックが金沢の石川ダービーを制し、重賞（地方）初制覇となった。それから2年後の2021年8月、モズナガレボシが小倉記念を制し、JRA重賞初制覇となった。
2021年10月1日、北海道浦河町の谷川牧場へ移動。2022年以降の種付けは同じ浦河町にあるイーストスタッドで行う。その後、2024年12月7日付で用途変更となり種牡馬を引退。同日までに日高町のYogiboヴェルサイユリゾートファームに移動している。2025年より功労馬繋養支援事業の助成対象馬となり、引き続き同地で繋養されている。
産駒は芝よりもダートを得意とする馬が多い（2021年8月15日時点で、JRAで芝7勝・ダート25勝）。

### 主な産駒

#### グレード制重賞優勝馬
- 2017年産
  - モズナガレボシ（2021年小倉記念）
- 2021年産
  - モズミギカタアガリ（2023年エーデルワイス賞）[21]

#### 地方重賞優勝馬
- 2016年産
  - ロンギングルック（2019年石川ダービー、加賀友禅賞、2020年徽軫賞[22]）
  - モズヘラクレス（2019年土佐秋月賞[23]、2022年大高坂賞）
- 2018年産
  - リュウノシンゲン（2020年ビギナーズカップ、若駒賞、寒菊賞、2021年金杯、スプリングカップ、ダイヤモンドカップ、東北優駿、2022年吉野ヶ里記念、中島記念、2023年九州クラウン、佐賀スプリングカップ、吉野ヶ里記念）[24]
  - リーチ（2020年鎌倉記念、イノセントカップ、2024年ゴールドスプリント）[25]
- 2019年産
  - マリンスカイ（2021年黒潮ジュニアチャンピオンシップ、2022年土佐春花賞）[26]
- 2020年産
  - スマイルジョナス（2023年ぎふ清流カップ）

## 血統表
| グランプリボスの血統            | グランプリボスの血統                                      | グランプリボスの血統             | （血統表の出典）   | （血統表の出典） |
| 父系                            | テスコボーイ系                                            | テスコボーイ系                   | テスコボーイ系     | [ § 2 ]          |
| 父 サクラバクシンオー 1989 鹿毛 | 父の父サクラユタカオー 1982 栗毛                          | *テスコボーイ Tesco Boy          | Princely Gift      | Princely Gift    |
| 父 サクラバクシンオー 1989 鹿毛 | 父の父サクラユタカオー 1982 栗毛                          | *テスコボーイ Tesco Boy          | Suncourt           |                  |
| 父 サクラバクシンオー 1989 鹿毛 | 父の父サクラユタカオー 1982 栗毛                          | アンジェリカ                     | *ネヴァービート    | *ネヴァービート  |
| 父 サクラバクシンオー 1989 鹿毛 | 父の父サクラユタカオー 1982 栗毛                          | アンジェリカ                     | スターハイネス     |                  |
| 父 サクラバクシンオー 1989 鹿毛 | 父の母サクラハゴロモ 1984 鹿毛                            | *ノーザンテースト Northern Taste | Northern Dancer    | Northern Dancer  |
| 父 サクラバクシンオー 1989 鹿毛 | 父の母サクラハゴロモ 1984 鹿毛                            | *ノーザンテースト Northern Taste | Lady Victoria      |                  |
| 父 サクラバクシンオー 1989 鹿毛 | 父の母サクラハゴロモ 1984 鹿毛                            | *クリアアンバー Clear Amber      | Ambiopoise         | Ambiopoise       |
| 父 サクラバクシンオー 1989 鹿毛 | 父の母サクラハゴロモ 1984 鹿毛                            | *クリアアンバー Clear Amber      | One Clear Call     |                  |
| 母 ロージーミスト 1997 黒鹿毛   | 母の父*サンデーサイレンス Sunday Silence 1986 青鹿毛      | Halo                             | Hail to Reason     | Hail to Reason   |
| 母 ロージーミスト 1997 黒鹿毛   | 母の父*サンデーサイレンス Sunday Silence 1986 青鹿毛      | Halo                             | Cosmah             |                  |
| 母 ロージーミスト 1997 黒鹿毛   | 母の父*サンデーサイレンス Sunday Silence 1986 青鹿毛      | Wishing Well                     | Understanding      | Understanding    |
| 母 ロージーミスト 1997 黒鹿毛   | 母の父*サンデーサイレンス Sunday Silence 1986 青鹿毛      | Wishing Well                     | Mountain Flower    |                  |
| 母 ロージーミスト 1997 黒鹿毛   | 母の母*ビューティフルベーシック Beautiful Basic 1989 栗毛 | Secretariat                      | Bold Ruler         | Bold Ruler       |
| 母 ロージーミスト 1997 黒鹿毛   | 母の母*ビューティフルベーシック Beautiful Basic 1989 栗毛 | Secretariat                      | Somethingroyal     |                  |
| 母 ロージーミスト 1997 黒鹿毛   | 母の母*ビューティフルベーシック Beautiful Basic 1989 栗毛 | Nervous Pillow                   | Nervous Energy     | Nervous Energy   |
| 母 ロージーミスト 1997 黒鹿毛   | 母の母*ビューティフルベーシック Beautiful Basic 1989 栗毛 | Nervous Pillow                   | Fathers Pillow     |                  |
| 母系(F-No.)                     | (FN:8-c)                                                  | (FN:8-c)                         | (FN:8-c)           | [ § 3 ]          |
| 5代内の近親交配                 | Nasrullah6.25% 5×5                                        | Nasrullah6.25% 5×5               | Nasrullah6.25% 5×5 | [ § 4 ]          |
| 出典                            | 1. 2. 3. 4.                                               | 1. 2. 3. 4.                      | 1. 2. 3. 4.        | 1. 2. 3. 4.      |

### 主な近親
目立った活躍馬が出ている牝系ではなく、グランプリボスが朝日杯を制した時点で、既に母ロージーミストは生産牧場から売却されていた。
- 母ロージーミストは1勝。
- 祖母ビューティフルベーシックの全姉にFine spirit（ブリーダーズカップ・ジュヴェナイルフィリーズ3着）がいる。
- 4代母Fathers Pillowからは、同馬を3代母としてもつAmerican spirit（G3ボールドウィンステークス）が出ている。